# Mbizi (Kimonyi)
Mbizi ist eine von vier Zellen (Verwaltungseinheiten 4. Ebene) im Sektor Kimonyi des Distrikts Musanze in der Nordprovinz von Ruanda. Sie liegt auf einer Höhe von etwa 1840 m. Nachbarzellen sind im Norden Rubindi, im Nordosten Buramira, im Osten Cyogo, im Süden Munago, im Südwesten Kavumu und im Westen Nyagisozi.